# Zgromadzenie na rzecz Francji
Zgromadzenie na rzecz Francji (fr. Rassemblement pour la France, RPF) – francuska prawicowa, eurosceptyczna i konserwatywna  partia polityczna, powołana w 1999.

## Historia
RPF powstał na bazie Zgromadzenia na rzecz Francji oraz Niezależności Europy (Rassemblement pour la France et l'Indépendance de l'Europe) – listy wyborczej biorącej udział w wyborach do Parlamentu Europejskiego w 1999. Komitet ten powołali dysydenci ze Zgromadzenia na rzecz Republiki, skupieni wokół byłego ministra spraw wewnętrznych Charles'a Pasqua. Grupa ta kwestionowała politykę władz RPR, zarzucając odchodzenie od idei gaullizmu i nadmierne poparcie dla integracji europejskiej. Listę wyborczą RPFIE wsparł także Ruch dla Francji i jego przewodniczący Philippe'a de Villiers. Wspólny komitet uzyskał ponad 13,5% głosów, co przełożyło się na 13 mandatów eurodeputowanych. Wynik ten pozwolił eurosceptykom zająć drugie miejsce za Partią Socjalistyczną i niespodziewanie wyprzedzić obie formacje centroprawicowe (koalicję RPR i Demokracji Liberalnej oraz UDF).
Na fali wyborczego sukcesu 21 listopada 1999 odbył się kongres założycielski Zgromadzenia na rzecz Francji. Charles Pasqua został przewodniczącym ugrupowania, Philippe de Villiers jego zastępcą. Już w połowie 2000 doszło do konfliktu między liderami partii, na skutek czego Philippe de Villiers ze swoimi zwolennikami reaktywował Ruch dla Francji.
Przywódca RPF zadeklarował zamiar startu w wyborach prezydenckich w 2002, nie zdołał jednak zebrać wymaganych 500 podpisów wśród polityków sprawujących funkcje wybieralne. W wyborach parlamentarnych w tym samym roku pięciu przedstawicieli partii uzyskało mandaty do Zgromadzenia Narodowego, większość przy poparciu Unii na rzecz Większości Prezydenckiej.
22 października 2002 biuro polityczne RPF wyraziło zgodę na podwójne członkostwo w zgromadzeniu i w Unii na rzecz Ruchu Ludowego, do której przystąpili prawie wszyscy deputowani. Partia wystawiła swoją odrębną listę w wyborach do PE w 2004, która uzyskała 1,7%. Po tej porażce RPF zaprzestał prowadzenia aktywnej działalności, formalnie wciąż istniejąc jako stronnictwo współpracujące z UMP. Również w 2004 Charles Pasqua został przy poparciu ludowców wybrany do Senatu.